# Guainía
Guainía (idioma yurí: Tierra de muchas aguas) es uno de los treinta y dos departamentos que forman la República de Colombia. Su capital es Inírida. Está ubicado al este del país, en la región Amazonia. Con 72 238 km² es el quinto departamento más extenso —por detrás de Amazonas, Vichada, Caquetá y Meta—, con unos 52 627 habitantes en 2023, el segundo menos poblado, y con 0,72 hab/km², el menos densamente poblado. Antiguamente era una comisaría, pero desde 1991 es oficialmente un departamento.

## Historia
Solo a fines del siglo XIX y principios del XX, las actividades económicas dirigieron su interés hacia la selva tropical (plumas, pieles y variedades de caucho). El transporte de artículos dependía del Orinoco y el comercio se hacía con Venezuela y Brasil; solo existía una pequeña aldea colombiana, Amanavén, y un puesto de policía, Puerto Limón, sobre el río Guaviare. Tras una disputa territorial entre Colombia y Venezuela por buena parte del departamento se dicta el Laudo Arbitral Español del 16 de marzo de 1891, que favoreció a Colombia con lo que se reconoce la soberanía de esta última.
La explotación por parte de extranjeros del caucho, tales como los venezolanos Roberto Pulido y Tomás Fúnez, quienes dominaron con terror las caucherías hasta 1921, originó la creación de una comisaría especial en 1900, que fue suprimida pocos años después.
A partir de 1935 entraron compañías colombianas y se terminó esta actividad hacia 1972. Una vez solucionadas las disputas fronterizas en la región entre Colombia, Brasil y Venezuela, empieza la colonización del río Guainía, lo cual desembocó en la creación de la comisaría del Guainía por medio de la Ley 18 del 13 de julio de 1963, siendo su territorio segregado del Vaupés. Fue elevado a la categoría de departamento por medio del artículo 309 de la Constitución Política de Colombia el 4 de julio de 1991.

## Geografía

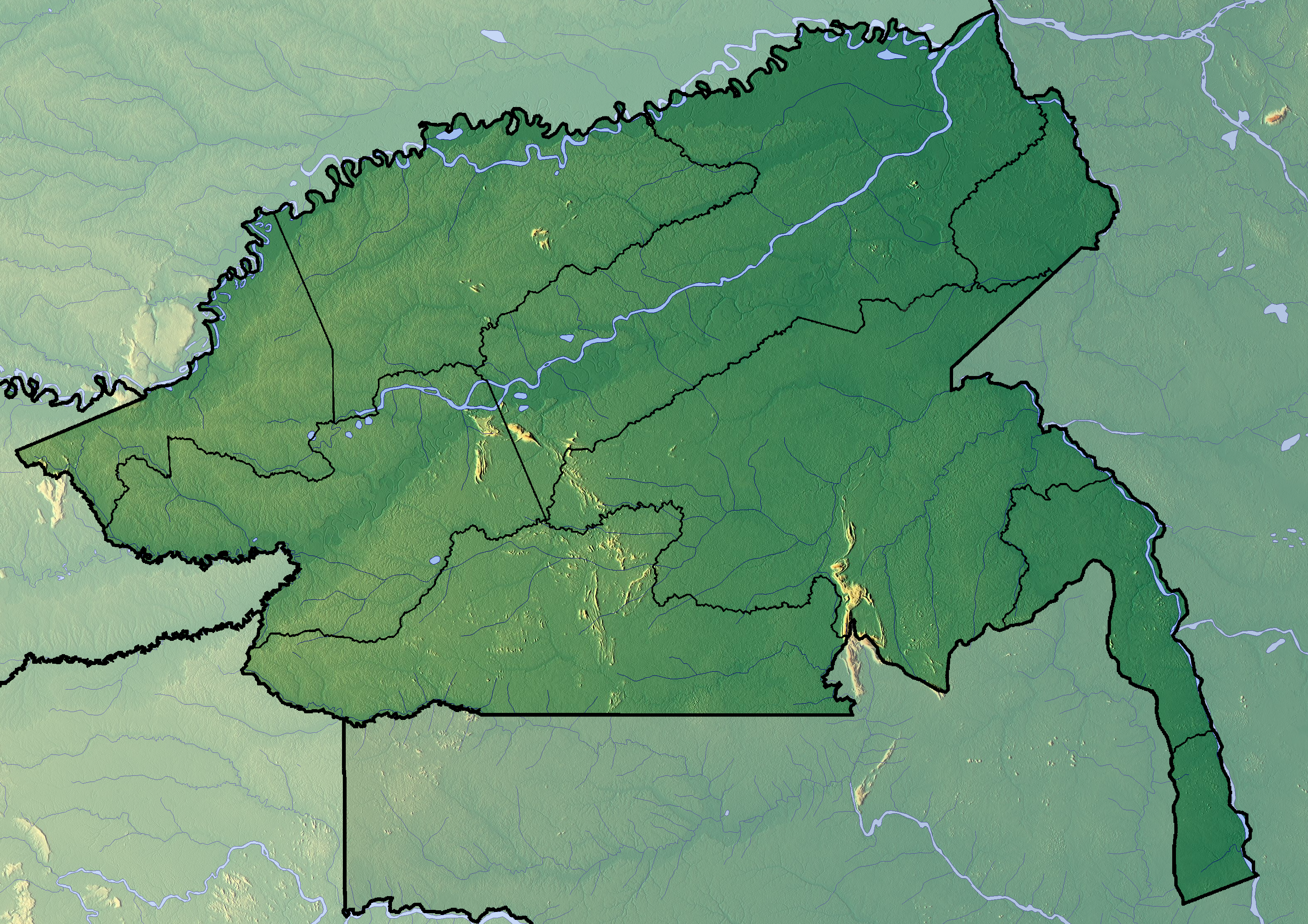
Mapa físico del Guainía.

### Fisiografía
La mayoría de su territorio se compone de extensiones planas, aunque se presentan algunas elevaciones, principalmente los llamados tepuyes, que son rezagos del macizo guayanés, la formación montañosa más antigua del planeta. Como parte de estos, se encuentran los Cerros de Mavicure, a pocos kilómetros de la capital departamental.
Hacia el sur del departamento se encuentran las serranías de Caranacoa y del Naquén, donde se encuentran las mayores alturas del departamento, no superiores a 600 metros.
El departamento rico en aguas, siendo atravesado por tres de los ríos más grandes de Colombia, el Guaviare, Inírida y Guainía, además de un sistema de caños y lagunas que lo hacen único en biodiversidad.

### Límites
Guainía está delimitado por Brasil y Venezuela al sur y este respectivamente y el resto con varios departamentos vecinos:
| Noroeste: Vichada (Río Guaviare)                           | Norte: Vichada (Río Guaviare)                                                    | Nordeste: Venezuela Estado Amazonas (Río Atabapo)                                       |
| Oeste: Guaviare (Caño Caparroal y Ríos Inirida y Papunaua) |                                                                                  | Este: Venezuela Estado Amazonas                                                         |
| Suroeste: Vaupés (Río Isana)                               | Sur: Brasil Estado de Amazonas (Río Isana), (Paralelo 1° 45' Norte), (Río Cuiaí) | Sureste: Límite entre Brasil Estado de Amazonas y Venezuela Estado Amazonas (Río Negro) |

## División político-administrativa

Mapa político del Guainía.

El departamento de Guainía posee 2 municipios y 6 áreas no municipalizadas. La capital del inmenso departamento es Inírida, que se ubica próxima a la desembocadura del río Inírida en el Guaviare. El segundo municipio es Barrancominas, creado en el año 2019.
Las demás poblaciones son áreas no municipalizadas administrados por la gobernación, un caso que solo se repite en Amazonas y Vaupés.
Las áreas no municipalizadas son:
- Cacahual
- La Guadalupe
- Morichal Nuevo
- Pana Pana
- Puerto Colombia
- San Felipe

La mayoría del territorio departamental son resguardos indígenas. Uno de los más grandes es el de Chorro Bocón, en el Inírida medio.

### Rama judicial
El departamento de Guainía está en el circuito judicial de Inírida y por ende bajo la jurisdicción del distrito judicial de Villavicencio.

## Demografía
| Evolución de la población del departamento del Guainía (1964-2025)        |
|                                                                           |
| Población según censo. Población según proyección.Fuente: Statoids. DANE. |

### Composición étnica
- Amerindios o Indígenas (64,81%)
- Mestizos y Blancos (34,13%)
- Negros o Afrocolombianos (1,06%)

### Inmigración
El más reciente censo general de la nación, realizado por el Departamento Administrativo Nacional de Estadística de Colombia (DANE), presenta los siguientes resultados acerca del país de nacimiento de los habitantes del departamento de Guainía:
| N.º        | País       | Población |
| ---------- | ---------- | --------- |
| 1          | Venezuela  | 6 323     |
| 2          | Ecuador    | 38        |
| 3          | Brasil     | 32        |
| No informa | No informa | 67        |
| Otros      | Otros      | 10        |
| Total      | Total      | 6 470     |

## Economía
La principal actividad económica del departamento es la agricultura. Otros sectores de la economía son la pesca, la ganadería y la producción de palma de chiquichiqui y el bejuco "Yaré", útil para la artesanía. También se encuentran importantes riquezas minerales como coltán, tungsteno, níquel y otros minerales conocidos como tierras raras.  Su extracción es toda ilegal, ya que el territorio donde están las reservas es un área protegida por ser territorio indígena o reserva natural (Reserva nacional natural Puinawai). Los indígenas son los únicos que pueden hacerlo, pero la minería ilegal es una práctica común avalada por grupos armados ilegales, así como mineros aventureros, muchos provenientes de Brasil (garimpeiros).

## Sitios turísticos

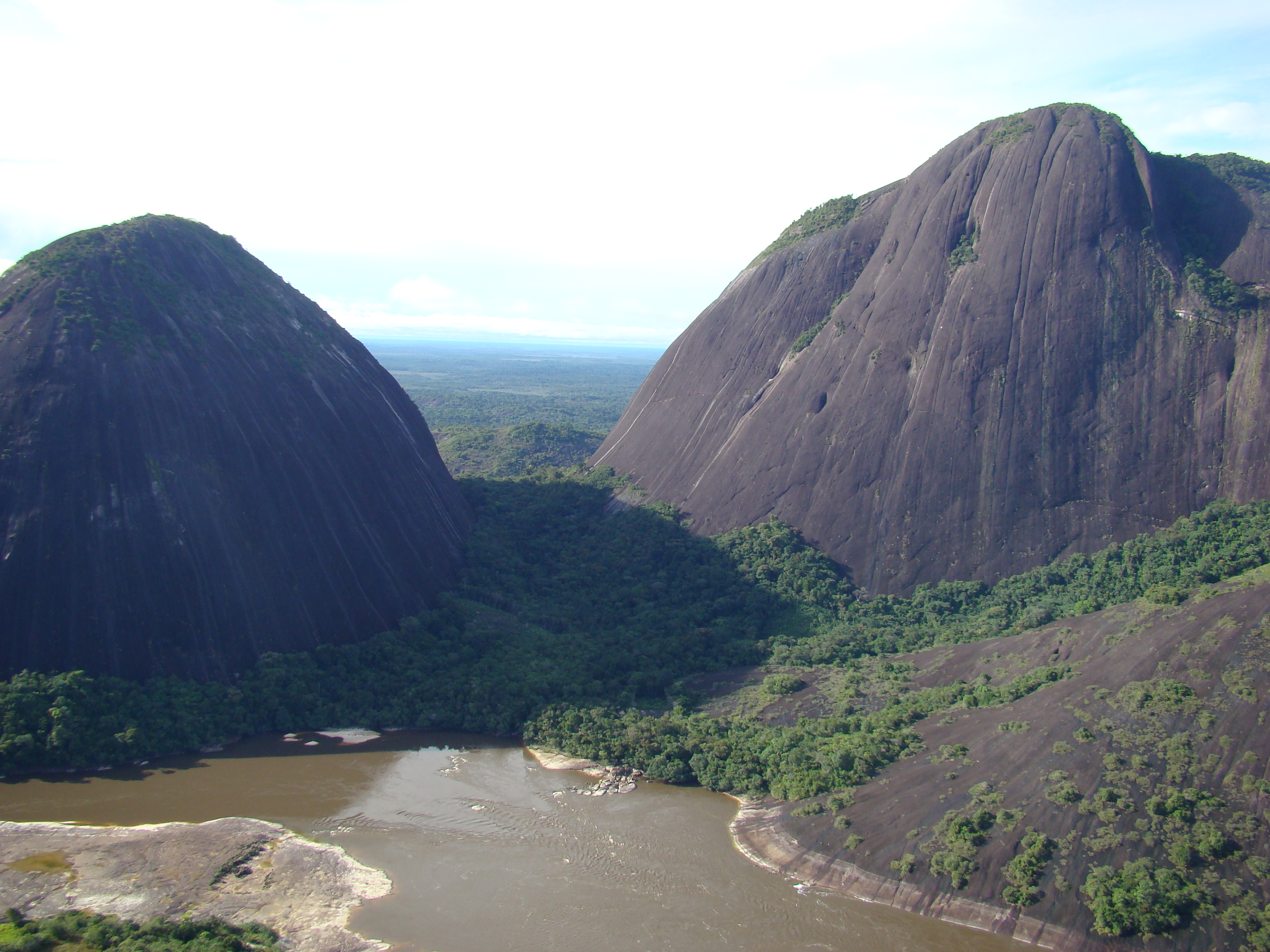
Los Cerros de Mavicure (o Mavicure), ubicados 50 km al sur de Puerto Inírida.

### Cerros de Mavicure
Los Cerros de Mavicure (Mavecure es error) es el símbolo turístico del territorio, con un entorno cultural muy importante donde los mitos, leyendas, historias, gastronomía, creencias y la herencia ancestral indígena, sorprende con la imponencia de los Cerros Mavicure, Mono y Pajarito (el más grande). Los Cerros de Mavicure es el dueño de la leyenda de la princesa Inírida Densikoira (Mujer Perfumada) joven indígena que se dieron pusana (hierba para enamorar) una planta que hechiza, quisieron ligar su amor de una forma clandestina, pero ella subió al gran cerro donde jamás la tocarían.

### Kenke parque natural y cultural
Este parque es uno de los sitios a visitar en Guainía, ya que es el hogar de la maravillosa flor de Inírida, de invierno y verano (guacamaya superba y schoenocephalium teretifolium). Lugar especial para los amantes de las aves en el podrás avistar al hormiguero del yapacana (yapacana antbird)
Guainía se posiciona como uno de los departamentos emergentes con potenciales turísticos importantes. El Turismo de Naturaleza desglosa actividades como Pesca Deportiva, que actualmente ostenta el récord mundial en Tucunaré (Pabón de Agua Dulce) con un peso de 30.5 libras capturado en Caño Bocón Playa de Pesca Deportiva el SAM en enero de 2022; el aviturismo con especies endémicas importantes, senderismo interpretativo, experiencia amazónica por un día en la comunidad indígena de la etnia Cubeo en Concordia; La estrella Fluvial de Sur Bautizada por el sabio alemán Alexander Von Humboldt en su recorrido exploratorio por el Río Orinoco; también conocida como: Estrella Fluvial de Inírida, hoy es conocida como Zona Ramsar, declarado en el año 2014 por la UNESCO como área de conservación mundial.
El río Inírida baña los imponentes raudales como Cuelé en Chorro Bocón, Morroco, Danta, Payara, Raudal Alto y Raudal Alto de Caño Mina, una cascada maravillosa en medio de la reserva Parque Nacional Natural Puinawai. La gastronomía es una de las más marcadas en el norte amazónico, el Ajicero (Caldo de pescado con sal y ají) es uno de los platos predilectos junto con el Pescado Moqueado (Viene de smoke, ahumado) acompañado de Mañoco (harina de yuca brava) que es la base de la alimentación junto al casabe (arepa grande de harina de yuca brava).
Guainía es el 5.º departamento más grande de Colombia en extensión de tierras, con el 80 % de territorio inundable y el 96 % del territorio de áreas protegidas, de conservación, resguardos, parques nacionales naturales que limitan el desarrollo de la ganadería, minería y agricultura.

## Cultura
El departamento de Guainía ofrece una variedad cultural que abarca civilizaciones prehistóricas, pasando por épocas tan importantes en el ámbito mundial como fue el descubrimiento de las Indias y sus acciones expansionistas colonizadoras, que se vivieron durante el siglo XVII, para terminar en un proceso parecido pero no tan “agresivo” como la comisión fundadora de la comisaría Especial de Guainía en el año 1965.
Guainía es un lugar donde la amplitud del Patrimonio Cultural es de tal dimensión que motiva a la elaboración de esquemas de trabajo, en busca de información que logre plasmar en forma eficaz y eficiente la riqueza patrimonial de la región.

### Literatura
El departamento de Guainía cuenta con grandes obras que hacen referencia al Guainía después de la llegada de los europeos. Además de los escribanos, escribientes oficiales, hubo otros autores independientes que han dejado importantes aportes donde se mencionan datos concernientes a la región.  entre los más destacados cabe mencionar:
- José Cabarte, 1628
- José Gumilla, 1740
- Alexander von Humboldt, 1799-1800
- Hermano Estradelli, 1890.
- Theodor Koch-Grünberg 1900 -1903
- José Eustasio Rivera 1927
- Eduardo Franco Isaza 1958
- Ramón Iribertegui 1967
- Jorge Luis González Bermúdez  1989
- Eduardo Fonseca Galan  1992
- Tiberio de Jesus Acevedo. Escribe las siguientes obras:  Cantar de mi selva, 1979; Una lírica para mi tribu, 1981; Los Feos, 1982; El Último Indígena, 1985; Historia de Inirida, 2002, 2021; Ética para Suray, 2018; Viaje al sur 2019; La selva Maravillosa, 2019;  y Filosofía Indígena 2019.
- Luis Caropresse Quintero 1986
- Deloris Klummp de Parris 1980,
- Miguel Ángel Meléndez  1998
- Francisco Keixalos  y * Rosalba Jiménez  1991
- Filintro Antonio Rojas 1997
- Andrés Eduardo Reinoso Galindo 1990, 1991, 1992, 1994, 2000
- Albert Paul Vanegas
- Efraín Bautista  2004, 2018, 2019
- Salomón Rojas Mesa
- Olga Lucia Mora 2010
- Pablo Numpaque Monguí 2009
- Manuel Romero Raffo
- Jair Delgado Cañas
- Ovido Ospina
- Mercy Anaya
- Humberto Amaya

Estando la literatura del Guainía presente desde el virreinato hasta la actualidad.